# Farmàcia Surroca
La Farmàcia Surroca és una obra d'estil art déco de Joan Amigó i Barriga situada a Badalona (Barcelonès) i protegida com a bé cultural d'interès local.

## Descripció
És un important conjunt decoratiu d'estil art déco sobretot a la façana, amb rètol d'època, ús de marbres i emmarcament de bronze fent sanefa de relleu. A l'interior es conserven els elements de la decoració original: cadires racionalistes, bibelots en forma de centre de cactus, etc. La rebotiga rep la il·luminació zenitalment.
Té un jardí privat a l'interior.

## Història
La farmàcia va ser fundada el 1878 per Joan Surroca i Viñeta al carrer de Mar, núm. 57. Al llarg dels anys va canviar la seva ubicació, el 1881 la va traslladar al núm. 46, i més tard al núm. 76 del mateix carrer, la seva ubicació actual, ocupant el lloc on hi havia la masia de Can Gatxó i, més tard, el Casino Badalonès. En aquesta ubicació, la primera farmàcia que s'hi va bastir va ser en estil modernista, obra de Joan Amigó i Barriga.
L'adaptació a art déco sembla que també va ser obra d''Amigó, que comptà amb la col·laboració d'artesans com Corbero, pels metalls, Blanch, pels mobles, i Crespo, pels miralls.
Va ser declarada Bé Cultural d'Interès Local el 1984.